# Operation Rock 'N' Roll Tour
Operation Rock 'N' Roll Tour —en español: Gira operación rock 'n' roll— es una gira de conciertos especial y conmemorativa celebrada por varias ciudades de Norteamérica, la cual comenzó el 9 de julio de 1991 en el recinto Salt Palace de Salt Lake City en los Estados Unidos y culminó el 19 de agosto del mismo año en el CNE Grandstand de Toronto en Canadá. Estuvo coliderada por Judas Priest y Alice Cooper, y contó además con Motörhead, Metal Church y Dangerous Toys.

## Antecedentes
La gira fue creada por algunas productoras estadounidenses para conmemorar la victoria en la Guerra del Golfo, también denominada en los Estados Unidos como Operation Desert Storm. Para festejarlo contrataron a Judas Priest, que solo tres meses antes habían culminado la gira Painkiller Tour, y a Alice Cooper que recién había lanzado su disco Hey Stoopid. Ambas agrupaciones fueron los líderes de cartel, donde unas noches cerraban los ingleses y otras el artista de shock rock.
Junto a ellos también estaban los británicos Motörhead que promocionaban su álbum 1916, los californianos Metal Church que giraron con su disco The Human Factor y por último los también estadounidenses Dangerous Toys quienes solo semanas antes habían publicado su segundo disco de estudio, Hellacious Acres. La presentación en total tenían una duración de entre cinco a seis horas donde Dangerous Toys abría el concierto, seguido por Metal Church y Motörhead, y al final cerraban Alice Cooper o Judas Priest dependiendo en la ciudad que tocaban.

## Fechas
| Fecha        | País           | Ciudad               | Recinto                            |
| ------------ | -------------- | -------------------- | ---------------------------------- |
| 9 de julio   | Estados Unidos | Salt Lake City       | Salt Palace                        |
| 11 de julio  | Estados Unidos | Irvine               | Irvine Meadows                     |
| 12 de julio  | Estados Unidos | Irvine               | Irvine Meadows                     |
| 13 de julio  | Estados Unidos | Mountain View        | Shoreline Amphitheatre             |
| 14 de julio  | Estados Unidos | Sacramento           | Cal EXPO Amphitheatre              |
| 16 de julio  | Estados Unidos | Morrison             | Red Rocks Amphitheatre             |
| 18 de julio  | Estados Unidos | Cedar Rapids         | Five Seasons Center                |
| 19 de julio  | Estados Unidos | Minneapolis          | Target Center                      |
| 20 de julio  | Estados Unidos | Tinley Park          | World Music Theatre                |
| 21 de julio  | Estados Unidos | Antioch              | Starwood Amphitheatre              |
| 23 de julio  | Estados Unidos | Tampa                | USF Sun Dome                       |
| 24 de julio  | Estados Unidos | Orlando              | Orlando Arena                      |
| 25 de julio  | Estados Unidos | Atlanta              | Coca-Cola Lakewood Amphitheatre    |
| 27 de julio  | Estados Unidos | Houston              | The Summit                         |
| 28 de julio  | Estados Unidos | Dallas               | Coca-Cola Starplex                 |
| 30 de julio  | Estados Unidos | Charlotte            | Paladium Amphitheatre at Carowinds |
| 31 de julio  | Estados Unidos | Raleigh              | Hardee's Walnut Creek Amphitheatre |
| 2 de agosto  | Estados Unidos | Burgettstown         | Star Lake Amphitheatre             |
| 3 de agosto  | Estados Unidos | Village of Clarkston | Pine Knob Music Theatre            |
| 4 de agosto  | Estados Unidos | Merrilville          | Holiday Star Music Theatre         |
| 6 de agosto  | Estados Unidos | Noblesville          | Deer Creek Music Center            |
| 7 de agosto  | Estados Unidos | Richfield            | Richfield Coliseum                 |
| 8 de agosto  | Estados Unidos | Weedsport            | Cayuga Fairgrounds                 |
| 9 de agosto  | Estados Unidos | East Rutherford      | Brendan Byrne Arena                |
| 10 de agosto | Estados Unidos | Filadelfia           | The Spectrum                       |
| 11 de agosto | Estados Unidos | Bristol              | Lake Compounce                     |
| 13 de agosto | Estados Unidos | Old Orchard Beach    | Seashore Performing Arts Center    |
| 14 de agosto | Estados Unidos | Mansfield            | Great Woods Amphitheatre           |
| 15 de agosto | Estados Unidos | Landover             | Capital Center                     |
| 16 de agosto | Estados Unidos | Middletown           | Orange County Fairgrounds          |
| 17 de agosto | Canadá         | Montreal             | Forum de Montreal                  |
| 19 de agosto | Canadá         | Toronto              | CNE Grandstand                     |

## Músicos
- Rob Halford: voz
- K.K. Downing: guitarra eléctrica
- Glenn Tipton: guitarra eléctrica y coros
- Ian Hill: bajo
- Scott Travis: batería